# Departamento de Gaimán
Departamento de Gaimán är en kommun i Argentina.   Den ligger i provinsen Chubut, i den södra delen av landet, 1 200 km sydväst om huvudstaden Buenos Aires. Antalet invånare är 9 612.
Omgivningarna runt Departamento de Gaimán är i huvudsak ett öppet busklandskap. Trakten runt Departamento de Gaimán är nära nog obefolkad, med mindre än två invånare per kvadratkilometer.